# Afsnit af Merlin
Den britiske tv-serie Merlin blev sendt på BBC One fra 20. september 2008 til 24 december 2012. I alt 65 episoder blev vist i løbet af fem sæsoner.
Den blev skabt af Julian Jones, Jake Michie, Julian Murphy og Johnny Capps baseret på legender om den mytiske troldmand Merlin og hans forhold til Prins Arthur, men adskiller sig fra traditionelle versioner af legenden på mange måder, især karaktererne. Serien er produceret af den uafhængige produktionsselskab Shine Limited.
Den amerikansk tv-selskab NBC begyndte at vise programmet den 21. juni 2009, men efter en nedgang i seertallet, blev showet flyttede til kabelnettet Syfy, hvor det begyndte at blive sendt fra den 2. april 2010.
De fem sæsoner er tilgængelige på DVD i Storbritannien og USA.  De første fire serier er tilgængelige på Netflix Streaming i Nordamerika. 

## Serieoversigt
| Sæson | Sæson | Episoder | Original sendt     | Original sendt    | DVD udgivelsesdato      | DVD udgivelsesdato      | DVD udgivelsesdato      | DVD udgivelsesdato | Storbritannien gennemsnitlige seere (mio.) | Storbritannien gennemsnitlige seere (mio.) |
| Sæson | Sæson | Episoder | Sæsonpremiere      | Sæsonfinale       | Storbritannien Volume 1 | Storbritannien Volume 2 | Storbritannien Complete | USA                | Storbritannien gennemsnitlige seere (mio.) | Storbritannien gennemsnitlige seere (mio.) |
| ----- | ----- | -------- | ------------------ | ----------------- | ----------------------- | ----------------------- | ----------------------- | ------------------ | ------------------------------------------ | ------------------------------------------ |
|       | 1     | 13       | 20. september 2008 | 13. december 2008 | 24. november 2008       | 9. februar 2009         | 5. Oktober 2009         | 20. April 2010     | 6.32                                       |                                            |
|       | 2     | 13       | 19. september 2009 | 19. december 2009 | 23. november 2009       | 8. februar 2010         | 8. februar 2010         | 18. januar 2011    | 5.99                                       |                                            |
|       | 3     | 13       | 11. September 2010 | 4. december 2010  | 15. november 2010       | 24. januar 2011         | 24. januar 2011         | 17. januar 2012    | 6.78                                       |                                            |
|       | 4     | 13       | 1. oktober 2011    | 24. december 2011 | 28. november 2011       | 23. januar 2012         | 23. januar 2012         | 15. januar 2013    | 7.17                                       |                                            |
|       | 5     | 13       | 6. oktober 2012    | 24. december 2012 | 26. november 2012       | 21. januar 2013         | 21. januar 2013         |                    |                                            |                                            |

## Afsnit

### Sæson 1 (2008)
| Nr. i serie | Nr. i serie | Titel                       | Instrueret af | Skrevet af     | Oprindelig visningsdato | UK seere (million) |
| ----------- | ----------- | --------------------------- | ------------- | -------------- | ----------------------- | ------------------ |
| 1           | 1           | "The Dragon Call"           | James Hawes   | Julian Jones   | 20. september 2008      | 7.15               |
| 2           | 2           | "Valiant"                   | James Hawes   | Howard Overman | 27. september 2008      | 5.40               |
| 3           | 3           | "The Mark of Nimueh"        | James Hawes   | Julian Jones   | 4. oktober 2008         | 6.30               |
| 4           | 4           | "The Poisoned Chalice"      | Ed Fraiman    | Ben Vanstone   | 11. oktober 2008        | 6.48               |
| 5           | 5           | "Lancelot"                  | Ed Fraiman    | Jake Michie    | 18. oktober 2008        | 5.37               |
| 6           | 6           | "A Remedy to Cure All Ills" | Ed Fraiman    | Julian Jones   | 25. oktober 2008        | 6.00               |
| 7           | 7           | "The Gates of Avalon"       | Jeremy Webb   | Ben Vanstone   | 1. november 2008        | 6.45               |
| 8           | 8           | "The Beginning of the End"  | Jeremy Webb   | Howard Overman | 8. november 2008        | 6.25               |
| 9           | 9           | "Excalibur"                 | Jeremy Webb   | Julian Jones   | 15. november 2008       | 6.47               |
| 10          | 10          | "The Moment of Truth"       | David Moore   | Ben Vanstone   | 22. november 2008       | 7.03               |
| 11          | 11          | "The Labyrinth of Gedref"   | Stuart Orme   | Howard Overman | 29. november 2008       | 6.71               |
| 12          | 12          | "To Kill the King"          | Stuart Orme   | Jake Michie    | 6. december 2008        | 6.31               |
| 13          | 13          | "Le Morte d'Arthur"         | David Moore   | Julian Jones   | 13. december 2008       | 6.27               |

### Sæson 2 (2009)
| Nr. i serie | Nr. i sæson | Titel                           | Instrueret af   | Skrevet af     | Oprindelig sendedato | UK seere (million) |
| ----------- | ----------- | ------------------------------- | --------------- | -------------- | -------------------- | ------------------ |
| 14          | 1           | "The Curse of Cornelius Sigan"  | David Moore     | Julian Jones   | 19. september 2009   | 5.77               |
| 15          | 2           | "The Once and Future Queen"     | Jeremy Webb     | Howard Overman | 26. september 2009   | 5.94               |
| 16          | 3           | "The Nightmare Begins"          | Jeremy Webb     | Ben Vanstone   | 3. oktober 2009      | 6.09               |
| 17          | 4           | "Lancelot and Guinevere"        | David Moore     | Howard Overman | 10. oktober 2009     | 5.69               |
| 18          | 5           | "Beauty and the Beast (Part 1)" | David Moore     | Jake Michie    | 24. oktober 2009     | 5.53               |
| 19          | 6           | "Beauty and the Beast (Part 2)" | Metin Huseyin   | Ben Vanstone   | 31. oktober 2009     | 6.14               |
| 20          | 7           | "The Witchfinder"               | Jeremy Webb     | Jake Michie    | 7. november 2009     | 5.62               |
| 21          | 8           | "The Sins of the Father"        | Metin Huseyin   | Howard Overman | 14. november 2009    | 6.16               |
| 22          | 9           | "The Lady of the Lake"          | Metin Huseyin   | Howard Overman | 21. november 2009    | 6.30               |
| 23          | 10          | "Sweet Dreams"                  | Alice Troughton | Lucy Watkins   | 28. november 2009    | 6.02               |
| 24          | 11          | "The Witch's Quickening"        | Alice Troughton | Jake Michie    | 5. december 2009     | 6.01               |
| 25          | 12          | "De Fires of Idirsholas"        | Jeremy Webb     | Julian Jones   | 12. december 2009    | 6.01               |
| 26          | 13          | "The Last Dragonlord"           | Jeremy Webb     | Julian Jones   | 19. december 2009    | 6.04               |

### Sæson 3 (2010)
| Nr. i serie | Nr. i sæson | Titel                                   | Instrktør       | Forfatter      | Oprindelig sendedato | UK seere (i millioner) |
| ----------- | ----------- | --------------------------------------- | --------------- | -------------- | -------------------- | ---------------------- |
| 27          | 1           | "The Tears of Uther Pendragon (Part 1)" | Jeremy Webb     | Julian Jones   | 11. september 2010   | 6.49                   |
| 28          | 2           | "The Tears of Uther Pendragon (Part 2)" | Jeremy Webb     | Julian Jones   | 18. september 2010   | 6.06                   |
| 29          | 3           | "Goblin's Gold"                         | Jeremy Webb     | Howard Overman | 25. september 2010   | 6.22                   |
| 30          | 4           | "Gwaine"                                | David Moore     | Julian Jones   | 2. oktober 2010      | 6.42                   |
| 31          | 5           | "The Crystal Cave"                      | Alice Troughton | Julian Jones   | 9. oktober 2010      | 6.36                   |
| 32          | 6           | "The Changeling"                        | David Moore     | Lucy Watkins   | 16. oktober 2010     | 6.40                   |
| 33          | 7           | "The Castle of Fyrien"                  | David Moore     | Jake Michie    | 23. oktober 2010     | 6.82                   |
| 34          | 8           | "The Eye of the Phoenix"                | Alice Troughton | Julian Jones   | 30. oktober 2010     | 6.92                   |
| 35          | 9           | "Love in the Time of Dragons"           | Alice Troughton | Jake Michie    | 6. november 2010     | 6.90                   |
| 36          | 10          | "Queen of Hearts"                       | Ashley Way      | Howard Overman | 13. november 2010    | 7.37                   |
| 37          | 11          | "The Sorcerer's Shadow"                 | Ashley Way      | Julian Jones   | 20. november 2010    | 7.42                   |
| 38          | 12          | "The Coming of Arthur (Part 1)"         | Jeremy Webb     | Jake Michie    | 27. november 2010    | 7.12                   |
| 39          | 13          | "The Coming of Arthur (Part 2)"         | Jeremy Webb     | Julian Jones   | 4. december 2010     | 7.67                   |

### Sæson 4 (2011)
| Nr. i serie | Nr. i sæson | Titel                             | Instruktør        | Forfatter      | Oprindelig sendedato | UK seere (i millioner) |
| ----------- | ----------- | --------------------------------- | ----------------- | -------------- | -------------------- | ---------------------- |
| 40          | 1           | "The Darkest Hour (Part 1)"       | Alice Troughton   | Julian Jones   | 1. oktober 2011      | 6.40                   |
| 41          | 2           | "The Darkest Hour (Part 2)"       | Alice Troughton   | Julian Jones   | 8. oktober 2011      | 6.80                   |
| 42          | 3           | "The Wicked Day""                 | Alice Troughton   | Howard Overman | 15. oktober 2011     | 7.04                   |
| 43          | 4           | "Aithusa"                         | Alex Pillai       | Julian Jones   | 22. oktober 2011     | 6.96                   |
| 44          | 5           | "His Father's Son"                | Alex Pillai       | Jake Michie    | 29. oktober 2011     | 7.40                   |
| 45          | 6           | "A Servant of Two Masters"        | Alex Pillai       | Lucy Watkins   | 5. november 2011     | 6.94                   |
| 46          | 7           | "The Secret Sharer"               | Justin Molotnikov | Julian Jones   | 12. november 2011    | 6.72                   |
| 47          | 8           | "Lamia"                           | Justin Molotnikov | Lucy Watkins   | 19. november 2011    | 7.00                   |
| 48          | 9           | "Lancelot du Lac"                 | Justin Molotnikov | Lucy Watkins   | 26. november 2011    | 7.32                   |
| 49          | 10          | "A Herald of the New Age"         | Ashley Way        | Howard Overman | 3. december 2011     | 6.90                   |
| 50          | 11          | "The Hunter's Heart"              | Ashley Way        | Julian Jones   | 10. december 2011    | 7.12                   |
| 51          | 12          | "The Sword in the Stone (Part 1)" | Alice Troughton   | Jake Michie    | 17. december 2011    | 8.39                   |
| 52          | 13          | "The Sword in the Stone (Part 2)" | Alice Troughton   | Julian Jones   | 24. december 2011    | 8.18                   |

### Sæson 5 (2012)
| Nr. i serie | Nr. i sæson | Titel                               | Instrueret af     | Skrevet af      | Oprindelig sendedato | UK seere (i millioner) |
| ----------- | ----------- | ----------------------------------- | ----------------- | --------------- | -------------------- | ---------------------- |
| 53          | 1           | "Arthur's Bane (Part 1)"            | Justin Molotnikov | Julian Jones    | 6. oktober 2012      | 7.12                   |
| 54          | 2           | "Arthur's Bane (Part 2)"            | Justin Molotnikov | Julian Jones    | 13. oktober 2012     | 6.99                   |
| 55          | 3           | "The Death Song of Uther Pendragon" | Justin Molotnikov | Howard Overman  | 20. oktober 2012     | 6.86                   |
| 56          | 4           | "Another's Sorrow"                  | Ashley Way        | Jake Michie     | 27. oktober 2012     | 6.86                   |
| 57          | 5           | "The Disir"                         | Ashley Way        | Richard McBrien | 3. November 2012     | 6.88                   |
| 58          | 6           | "The Dark Tower"                    | Ashley Way        | Julian Jones    | 10. november 2012    | 6.85                   |
| 59          | 7           | "A Lesson in Vengeance"             | Alice Troughton   | Jake Michie     | 17. november 2012    | 6.86                   |
| 60          | 8           | "The Hollow Queen"                  | Alice Troughton   | Julian Jones    | 24. november 2012    | 6.86                   |
| 61          | 9           | "With All My Heart"                 | Alice Troughton   | Richard McBrien | 1. december 2012     | 6.76                   |
| 62          | 10          | "The Kindness of Strangers"         | Declan O'Dwyer    | Richard McBrien | 8. december 2012     | 7.00                   |
| 63          | 11          | "The Drawing of the Dark"           | Declan O'Dwyer    | Julian Jones    | 15. december 2012    | 7.34                   |
| 64          | 12          | "The Diamond of the Day (Part 1)"   | Justin Molotnikov | Jake Michie     | 22. december 2012    | 8.45                   |
| 65          | 13          | "The Diamond of the Day (Part 2)"   | Justin Molotnikov | Julian Jones    | 24. december 2012    | 7.23                   |

### BBC Wales Exclusive Documentary
| Titel                      | Instrueret af | Oprindelig visningsdato | Resumé |
| -------------------------- | ------------- | ----------------------- | --- |
| The Real Merlin and Arthur | Mark Procter  | 28. november 2009       | Stjernerne bag dramaserien Merlin, Colin Morgan og Bradley James, rejser rundt i hele Wales for at udforske landets århundreder gamle forbindelser til legenden om kong Arthur og troldmanden Merlin. Undervejs møder de entusiaster og eksperter i legenden om Arthur, og besøger nogle af de mest betagende landskaber i Wales. |

### Secrets and Magic
En serie af dokumentarfilm med titlen "Secrets and Magic" blev produceret af BBC til at ledsage afsnit af den anden sæson. På en måde ligner den Doctor Who Confidential, hvor serien ser på produktionen af hvert afsnit, og byder på interviews med skuespillerne og crewet, samt optagelser på sættet. Vist på BBC Three.
| #  | Titel                   | Original visningsdato | Produktions kode | Webcast link |
| -- | ----------------------- | --------------------- | ---------------- | ------------ |
| 0  | Welcome to Camelot      | 19. September 2009    | 1.X              | link         |
| 1  | Merlin Time             | 20. september 2009    | 1.1              | link         |
| 2  | Fit For a King          | 2. november 2009      | 1.2              | link         |
| 3  | Casting the Magic       | 9. november 2009      | 1.3              | link         |
| 4  | Maid to be Queen        | 12. november 2009     | 1.4              | link         |
| 5  | Trolly Dolly            | 24. november 2009     | 1.5              | link         |
| 6  | Con-troll Freak         | 2. november 2009      | 1.6              | link         |
| 7  | Witch Hunt              | 9. november 2009      | 1.7              | link         |
| 8  | A Family Affair         | 16. november 2009     | 1.8              | link         |
| 9  | Hardwork and Heartbreak | 22. november 2009     | 1.9              | link         |
| 10 | Love Fool               | 28. november 2009     | 1.10             | link         |
| 11 | Beauty & the Thief      | 6. december 2009      | 1.11             | link         |
| 12 | The Dragon's Den        | 13. december 2009     | 1.12             | link         |
| 13 | That's a Wrap           | 21. december 2009     | 1.13             | link         |